# Winnie Shaw
Pour les articles homonymes, voir Shaw.
Winnie Shaw épouse Wooldridge (née le 18 janvier 1947 à Glasgow et morte le 30 mars 1992) est une joueuse de tennis britannique, amateur dans les années 1960 puis professionnelle dans les années 1970. Elle est la fille de Winnie Mason (épouse Angus Shaw), elle-même joueuse émérite dans les années 1930 et onze fois championne d'Écosse.
À deux reprises, elle a joué une finale à Roland-Garros : en double mixte en 1971 (avec Toomas Leius), et en double dames en 1972 (avec Nell Truman).
En 1970 et 1971, elle s'est qualifiée en simple pour les demi-finales des Internationaux d'Australie et pour les quarts à Wimbledon.
Winnie Shaw a fait partie des équipes britanniques finalistes lors des éditions 1971 et 1972 de la Coupe de la Fédération.
Elle meurt en 1992 à l'âge de 45 ans, des suites d'une tumeur du cerveau.